# 신사도적 개혁
신사도적 개혁(新使徒的改革, The New Apostolic Reformation), 혹은 신사도적 개혁 운동(新使徒的改革運動) (약칭 신사도 운동)은 오순절 및 은사주의 운동과 미국내의 회복주의 영향을 받아 형성된 종교적 운동이다. 이 운동은 기존 교회와 교파와 완전히 다른 새로운 교회운동이다. 신이 교회 행정에서 잃어버렸던 직위들, 이름하여 사도와 예언자의 직위를 회복시킨다는 내용을 골자로 한다. 대표적인 인물로 피터 와그너가 있다.

## 기본 신앙
신사도적 개혁은 오순절 및 은사주의 운동, 그리고 성령이 각 신자들 속에서 지속적으로 행하는 사역의 성격에 대한 이 전통들의 해석에 뿌리를 두고 있다. 오순절 기독교 일부와는 달리, 이 운동은 각 신자들에 대한 그리스도의 직접적 계시, 예언, 그리고 치유와 같은 기적 행사를 포함한다.
교회를 구원 받은 신자들의 참 몸으로 여김에도 불구하고, 대부분의 복음주의 개신교가 그러하듯이 신사도적 개혁은 교회 리더십의 성격에 관한 관점에서 보다 넓은 개신교 전통과 구별되려고 한다. 5중사역의 교리가 특히 그 핵심을 차지하는데, 이는 신약성서의 다음과 같은 구절에 대한 비전통적 해석에 따른 것이다.
| “ | 그가 혹은 사도로, 혹은 선지자로, 혹은 복음 전하는 자로, 혹은 목사와 교사로 주셨으니 이는 성도를 온전케 하며 봉사의 일을 하게 하며 그리스도의 몸을 세우려 하심이라 | ” |
|   | — 에베소서, 4장 11절 |   |

기독교 작가인 포러스트 와일더(Forrest Wilder)는 신사도적 개혁에 대해 "오순절주의의 열광적 예배 및 초자연적인 일(the supernatural)에 대한 강조를 취하고, 거기에 아드레날린 샷(adrenaline shot)을 쏘았다"고 풀이하기도 했다. 윌더는 또 신사도적 개혁과 연관된 사람들의 신앙은 "기괴함으로 나아간다"며 이는 "성서 문자주의를 극단으로 끌어올리는 것"이라고 덧붙였다.
신사도적 개혁의 조직은 해당 지도자들 중 다수가 2012년 미국 대통령 후보 릭 페리를 지지하는 등 점차적으로 정치적 활동의 모습을 띠고 있다.

## 역사
신사도적 개혁의 역사적 뿌리는 20세기 후반의 미국 은사주의 교회로 거슬러 올라가며, 이같은 명칭의 초기 사용은 피터 와그너가 언론인들에게 자신을 사실상의 창립자 겸 지도자로 인식하도록 하려고 한 데서 비롯되었다.
비은사주의 및 오순절 신학 전통에서 이 운동은 적은 주목을 받았다. 와그너는 "제 2차 사도 시대가 2001년의 해에 시작되었다"며, 이는 "예언자"와 "사도"의 잃어버린 직위들이 이 시대에 회복되는 때라고 주장하기도 했다.

## 비판
신사도 운동은 개신교회의 기본적 전통인 역사적 성경해석과 초대교회의 사도전통, 초기 공교회시기의 신조들을 수용하지 않는다. 개신교회의 다양한 교파들이 있으나 어느 교파도 예수 그리스도를 직접 만난 사도들을 대신할 수 없다고 여기나, 신사도 운동은 사도의 재형성을 주장하여 새로운 기독교의 방향을 제시한다고 주장한다. 즉 성경과 사도의 전통이 아니라 성경과 자신들이 선출한 사도를 통해 완전히 다른 기독교를 형성할 것이라 선언하므로 더 이상 기독교의 범주에 있지 않겠다는 의미가 된다.   
신사도 운동은 소위 하나님 나라의 현존 신학(Kingdom Now Theology)과 연결되었고 보수 기독교 웹사이트인 EmailBrigade.com의 마르샤 웨스트(Marsha West)는 "가증스러운 이단"이라고 부르기도 했다.
신디 제이컵스(Cindy Jacobs) 및 루 엥글(Lou Engle)과 같은 지도자들은 동성애 혐오로 해석되거나 다른 식의 비관용적 발언을 해 비판을 받아왔다. 제이컵스는 자신이 일본 쓰나미를 예언했으며, 이는 일본이 충분히 기독교로 돌아오지 않았기 때문에 일어난 일이라고 주장하는가 하면, 또 이를 버락 오바마가 주도한 미국 군대 내 동성애 관련 법 DADT(Don't Ask, Don't Tell)의 폐지와 결부시키기도 했다.
와그너는 자신과 같은 "신사도적 교회의 과반수"가 "사역 활동을 (…) 영적 전쟁으로" 보고 있다고 말했다. 독일에서 광우병이 중지된 것이 구성원들의 "초자연적" 능력(그의 표현)의 한 예로서, 신이 그를 통해 역사한 일이라고 주장한다.

## 예루살렘 성전 재건과 종말론
신사도 운동과 세대주의에서는 예루살렘에 예루살렘 성전이 재건되면 그리스도의 재림과 천년왕국이 도래하여 세계에 종말이 온다고 믿는다.
미국에서는 IHOP(International House of Prayer)가, 대한민국에서는 지방교회 등이 이런 주장을 한다.

## 같이 보기
- 요한의 묵시록
- 말세
- 관련 단체
  - International House of Prayer
  - 지방교회
  - 인터콥